# کانال اسلاوی بین‌المللی
کانال اسلاوی بین‌المللی (به انگلیسی: SCI) (با ایدهٔ اولیهٔ Slavonic Channel International) – یک کانال تلویزیونی است.
هدف کانال - اطلاع رسانی به اسلاوهای سراسر جهان و هم به جامعه جهانی در خصوص جنبه های مختلف زندگی اسلاوها، سابقه اسلاوی منحصربه‌فرد، سنت های غنی، فرهنگ، دستاوردها و سهم قابل توجهی اسلاوها در توسعه تمدن جهان است.

## بررسی اجمالی
در تاریخ ۱۲ سپتامبر ۲۰۰۸ کانال اسلاوی "بین‌المللی" ("International "Slavonic Channel") از طریق ماهواره به صورت زنده از اوکراین پخش می شد. (ماهواره Sirius-4 5 درجه شرقی فرکانس 12،075 مگاهرتز (H) Symbol Rate: 27,5 Msymb/s FEC 3/4 و ماهواره 2Astra- 31.5 درجه شرقی فرکانس 12،090 مگاهرتز (H) Vertical Symbol Rate: 27,5 Msymb/s FEC 9/10). کانال اسلاوی "بین‌المللی" به صورت شبانه روزی کار می کند و پخش آن منطقه ای با جمعیت 1 میلیارد و202 میلیون نفر را پوشش می دهد. پخش کانال (برای اولین بار از ارض اوکراین) در چهار مسیر صوتی انجام می شود، از جمله به زبان روسی، اوکراینی، انگلیسی و به زبان کشور تولید کننده محصول. در آینده پخش کانال به طور همزمان به زبانهای کشورهای اسلاوی و همچنین به زبان فرانسوی، آلمانی، اسپانیایی، پرتغالی، عربی و چینی انجام خواهد گرفت. مطالب کانال تلویزیونی – فرهنگی و آموزشی.

## تاریخچه
اولین تجربه ای در پخش ماهواره ای مستقیم از خاک شوروی سابق پخش آزمایشی "کانال اسلاوی بین‌المللی" از ارض اوکراین بود. پخش زنده آزمایشی از ۱۴ دسامبر سال ۱۹۹۴ تا به ۱۵ مه سال ۱۹۹۵ صورت گرفته است. تهیـه کنندگان پروژه: ایوانینکو ولادیمیر الیکساندروفیچ و ایوانینکو والریا ولادیمیروفنا.

## مآخذ
تلویزیون در اوکراین. جلد اول "تلویزیون de facto". ماسچینکو ا.گ. – نیکولایف، 1998. – صفحه 341.

## پیوندها
وب سایت کانال تلویزیونی